# Кіясли
Кіясли (азерб. Qiyaslı) — село в Кубатлинському районі Азербайджану.
Село розміщене за 78 км на південь від міста Бердзора (Лачин).
28 жовтня під час Другої Карабаської війни було звільнене Національною армією Азербайджану.